# Bernard Squarcini

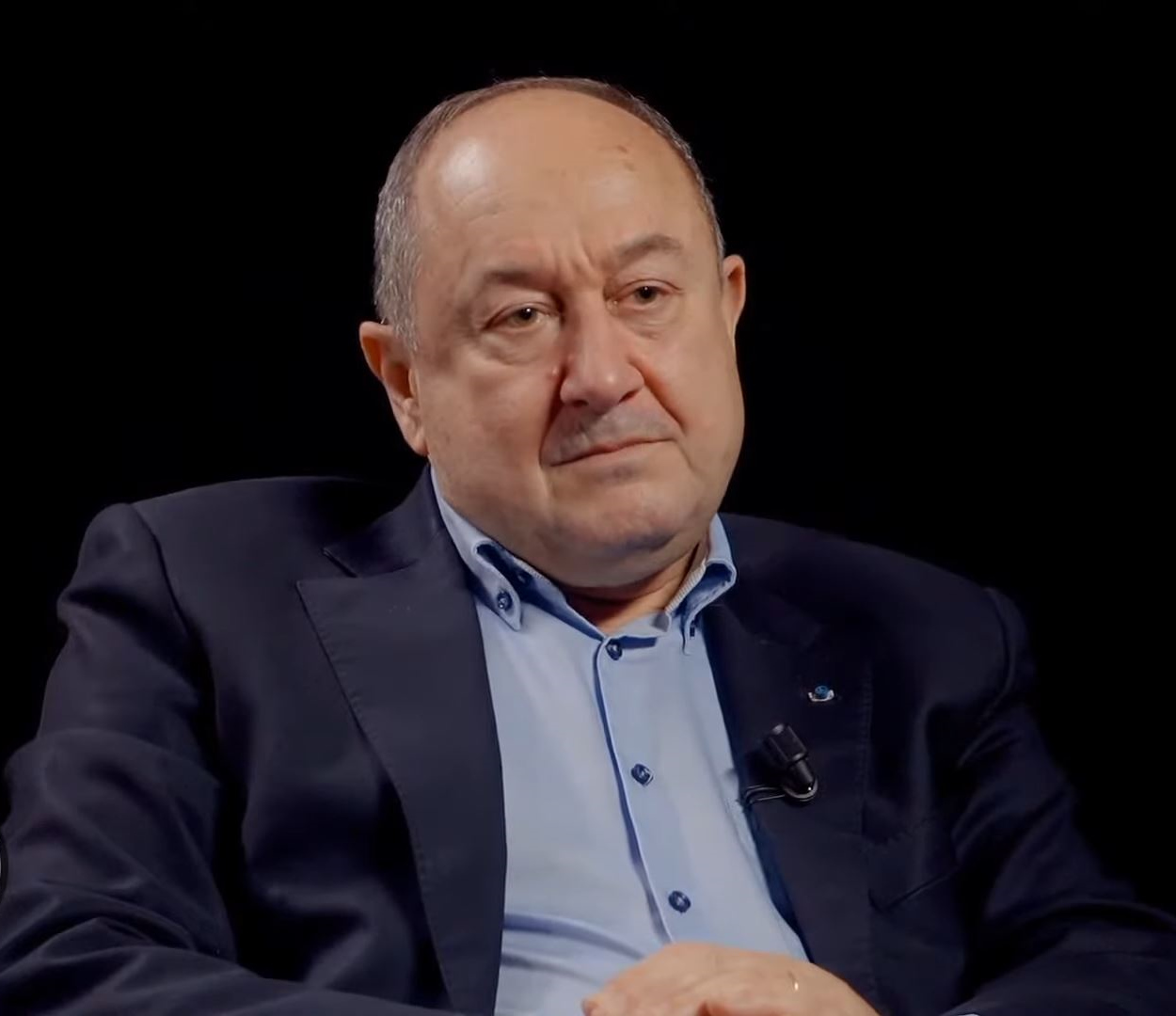
Bernard Squarcini, 2020

Bernard Squarcini (alias Le Squale) (* 12. Dezember 1955 in Rabat, Französisch-Marokko) ist ein hoher französischer Verwaltungsfunktionär.

## Berufliche Karriere
Squarcini war ab 2007 Chef des französischen Inlandsgeheimdienstes Direction de la surveillance du territoire (DST), der zusammen mit der Direction centrale des renseignements généraux zum neuen französischen Inlandsgeheimdienst  (Direction centrale du renseignement intérieur, DCRI) verschmolzen wurde. Der französische Präsident Sarkozy ernannte ihn am 2. Juli 2008 zum ersten Chef des DCRI. Er bekleidete diese Position bis zur Abberufung durch den nachfolgenden Präsidenten Hollande am 30. Mai 2012.
Am 17. Oktober 2011 wurde Squarcini in Zusammenhang mit der Überwachung eines Journalisten der Zeitung Le Monde als „Zeuge mit Rechtsbeistand“, einer Mischung zwischen Zeuge und Beklagter, geladen. Ihm wurde vorgeworfen zusammen mit Polizeichef Frederic Pechenard die Telefonate des Journalisten ausgewertet zu haben. Ziel sollen die Informanten in der Bettencourt-Affäre gewesen sein.